# Пламен Пеев
Пламен Пеев е български театрален, филмов, телевизионен, озвучаващ актьор и комик. Известен е с изявите си в Народния театър „Иван Вазов“, както и с множество участия в киното, телевизията и дублажа.

## Биография
Роден е на 16 май 1958 г. в град Хасково, Народна република България.
През 1987 г. завършва ВИТИЗ „Кръстьо Сарафов“ със специалност „Актьорско майсторство за куклен театър“ в класа на проф. Богдан Сърчаджиев, където учи с най-добрия си приятел и колега Теодор Елмазов.

### Актьорска кариера
Работил е с режисьорите Александър Морфов, Мариус Куркински, Роберт Стуруа, Иван Добчев, Камен Донев, Владлен Александров, Никола Петков, Димитър Бозаков, Бойко Богданов, Явор Гърдев, Ръсел Болъм, Ивайло Христов, Маргарита Младенова, Валентин Ганев и Борис Радев.
Работи в куклените театри в Хасково и Благоевград, още преди да се дипломира като професионален актьор. След завършване на образованието си, започва работа по покана на режисьора Вили Цанков в Естрадно-сатиричния вариететен театър в Габрово, а по-късно и в Драматичния театър „Апостол Карамитев“ в град Димитровград.
Работи един театрален сезон в Драматичния театър в град Сливен и през 1993 г. по покана на режисьора Александър Морфов, започва да играе на сцената на Народния театър „Иван Вазов“. Дебютът му е на първата сцена на в спектакъла „Дон Кихот“ на режисьора Александър Морфов, а после следват и роли като Гого във „Вълшебна нощ“ по Бекет, Мрожек и Йонеско, Циганин в „Суматоха“ от Йордан Радичков, Чучура в „Сън в лятна нощ“, Овчарят в „Зимна приказка“, Евангелист/ Мъдрец в „Както ви е угодно или Дванайсета нощ“ от Шекспир, Страж в „Руи Блас“ от Виктор Юго, Татаринът в „На дъното“ по Максим Горки, Панталоне в „Кралят-елен“ от Карло Гоци, Стражар в „Албена“ от Йордан Йовков, Лекар в „Магбед“ от Йожен Йонеско, Димитрото в „Хъшове“ по Иван Вазов, Ваклин в „Почивен ден“ от Камен Донев, Валер в „Лекар по неволя“ и Лука в „Дон Жуан“ от Молиер, Порох в „Престъпление и наказание“ по Достоевски, Стариков във „Женитба“ от Николай Гогол, г-н Франсоа в „Слуга на двама господари“, Мартини в „Полет над кукувиче гнездо" по Кен Киси, Жоро в „Сако от велур" от Станислав Стратиев, „Ревизор" от Н. В. Гогол, „Хамлет“ от Шекспир, „Животът е прекрасен" по Николай Ердман, „На ръба“, авторски спектакъл на Морфов, „Процесът против Богомилите“ от Стефан Цанев, „Синята птица“ от Морис Метерлинк, „Теремин: Музика, любов и шпионаж“ от Петър Зеленка и „Питат ли ме де й зората“ на режисьора Борис Радев.
На 25 февруари 2017 г. участва в комедията „Съдебна грешка“ в Театър 199 „Валентин Стойчев“ с режисьора Валентин Ганев, където си партнира с Теодор Елмазов. Последното му представление е на 11 ноември 2019 г.

#### Кариера в киното и телевизията
Пеев има множество участия в киното и театъра, измежду които „Коледни апаши“, „Клиника на третия етаж“, „Хълмът на боровинките“, „Кристални очи“, „Неочакван обрат“, „Забранена любов“, филмовата адаптация на „Хъшове“, „Стъклен дом“, „Операция Шменти капели“, „Отплата“, „Столичани в повече“, „Корпус за бързо реагиране 2: Ядрена заплаха“, „Под прикритие“, „Полицаите от края на града“, „Откраднат живот“, „Засукан свят“, „Пътят на честта“, „Аз и моите жени“ и „Животът на Жоро“.
Участва и в детски телевизионни предавания като „Огледалната стая“ (1999-2004), „Къщата на думите“ (2005-2006) под режисурата на Бисерка Колевска, които са излъчени по БНТ, и в новогодишните програми „Зелен таралеж“ (1996) и „Гнездото“ (1997) на Йордан Радичков и „Хвърчащата духова музика“ (2019) на режисьора Димитър Шарков.
През 2011 г. Пеев играе в комедийното предаване „Пълна лудница: Пренареждане“, в ролята на клиент.
Също така участва и в комедийното предаване „Комиците и приятели“.

#### Кариера на озвучаващ актьор
Между 2003 г. до 2017 г. Пеев участва в нахсинхронните дублажи на анимационните филми, записани в дублажните студия „Александра Аудио“ и „Доли“. Вместо главни роли, озвучава малки роли в масовки.
Озвучава и радиопиеси за БНР, измежду които „Изменници в нощта“ и „Звезда без име“.

## Участия в театъра
Народен театър „Иван Вазов“
1. 31 март 1994 г. – Ратай/Актьор/Главата на Магьосника Фрестон в „Дон Кихот“ на Мигел де Сервантес – режисьор Александър Морфов
2. 1994 г. – Циганин в „Суматоха“ на Йордан Радичков – режисьор Иван Добчев
3. 19 октомври 1994 г. – Гого във „Вълшебна нощ“, по текстове на Бекет, Мрожек и Йонеско – режисьор Александър Морфов[7]
4. 4 октомври 1995 г. – Чучура в „Сън в лятна нощ“ по Уилям Шекспир – режисьор Александър Морфов[8]
5. 1997 г. – Страж в „Руи Блас“ от Виктор Юго – режисьор Ги Шеле
6. 7 ноември 1997 г. – Татаринът в „На дъното“ по Максим Горки – режисьор Александър Морфов[9]
7. 26 април 2001 г. – Евангелист/Мъдрец в „Както ви е угодно или Дванайсета нощ“ по Уилям Шекспир – режисьор Роберт Стуруа[10]
8. 14 декември 2001 г. – Панталоне в „Кралят-елен“ от Карло Гоци – режисьор Мариус Куркински[11]
9. 19 октомври 2002 г. – Стражар в „Албена“ от Йордан Йовков – режисьор Иван Добчев
10. 11 февруари 2003 г. – Овчарят в „Зимна приказка“ по Уилям Шекспир – режисьор Мариус Куркински
11. октомври 2003 г. – Лекар в „Магбед“ от Йожен Йонеско – режисьор Пламен Марков
12. 15 януари 2004 г. – „Службогонците“ по Иван Вазов – режисьор Иван Добчев[12][13]
13. 22 октомври 2004 г. – Димитрото в „Хъшове“ от Иван Вазов – режисьор Александър Морфов[14][15][16]
14. 5 февруари 2005 г. – Ваклин в „Почивен ден“ – автор и режисьор Камен Донев[17][18]
15. 1 март 2006 г. – Валер в „Лекар по неволя“ от Жан-Батист Молиер – режисьор Мариус Куркински[19]
16. 29 септември 2006 г. – Лука в „Дон Жуан“ от Жан-Батист Молиер – режисьор Александър Морфов[20][21][22][23]
17. 5 януари 2008 г. – Порох в „Престъпление и наказание“ от Фьодор М. Достоевски – режисьор Владен Александров[24][25]
18. 16 април 2008 г. – Стариков в „Женитба“ от Николай Гогол – режисьор Никола Петков[26][27][28]
19. 2 април 2009 г. – господин Франсоа в „Слуга на двама господари“ от Карло Голдони – режисьор Димитър Бозаков[29][30][31]
20. 28 ноември 2009 г. – Жоро от „Сако от велур“ от Станислав Стратиев – режисьор Бойко Богданов[32][33][34]
21. 1 декември 2010 г. – Мартини в „Полет над кукувиче гнездо“ от Кен Киси – режисьор Александър Морфов[35][36][37][38][39]
22. 14 ноември 2011 г.[40] – „Ревизор“ от Николай Гогол – режисьор Мариус Куркински[41][42][43]
23. 31 март 2012 г. – „Животът е прекрасен“ от Николай Ердман – режисьор Александър Морфов[44][45]
24. 30-31 октомври 2012 г. – „Хамлет“ от Уилям Шекспир – режисьор Явор Гърдев[46][47][48]
25. 2 май 2013 г. – Слендър във „Веселите уиндзорки“ от Уилям Шекспир – режисьор Ръсел Болъм[49][50]
26. 5 декември 2013 г. – Йола в „Херкулес и Авгиевите обори“ от Фридрих Дюренмат – режисьор Ивайло Христов[51][52]
27. 16 април 2015 г. – „На ръба“ – авторски спектакъл на Александър Морфов[53]
28. 12 септември 2015 г. – „Процесът против богомилите“ от Стефан Цанев – режисьор Маргарита Младенова[54][55][56]
29. 24 март 2016 г. – „Синята птица“ от Морис Метерлинк – режисьор Мариус Куркински[57][58]
30. 29 май 2019 г. – „Теремин: Музика, любов и шпионаж“ от Петър Зеленка – постановка Валентин Ганев[59][60][61]
31. 23 ноември 2019 г. – „Питат ли ме де й зората“ (България, земя благословена) – режисьор Борис Радев[62][63][64]

Сатиричен театър „Алеко Константинов“
- 7 ноември 2008 г. – „Ноември“ от Дейвид Мамет – режисьор Слав Бакалов[65]

Театър „Сълза и смях“
- 19 октомври 2012 г. – „Амазонка“ – автор и режисьор Камен Донев[66][67]

Театър 199
- 25 февруари 2017 г. – „Съдебна грешка“ от Джон Мортимър – режисьор Валентин Ганев[68][69][70][71]

## Телевизионен театър
- „Зелен таралеж“ (1996) (Йордан Радичков) – мюзикъл, режисьор Димитър Шарков
- „Гнездото“ (1997) (Йордан Радичков) - мюзикъл, режисьор Димитър Шарков

## Филмография
| Година           | Филми и Сериали                             | Серии | Копродукции | Роля                                              |
| ---------------- | ------------------------------------------- | ----- | ----------- | ------------------------------------------------- |
| 2023             | Животът на Жоро                             | 10    |             | Петко, бащата на Жоро                             |
| 2022             | Аз и моите жени                             | 6     |             | Ватерян                                           |
| 2021             | Пътят на честта                             |       |             | Адвокат Димитров                                  |
| 2019             | Засукан свят                                |       |             | Лекар                                             |
| 2018             | Откраднат живот                             | 428   |             | Здравко (в шести сезон – „Анатомия на гнева“)     |
| 2018             | Полицаите от края на града                  | 25    |             | Димо Садиста (в 7-а серия – „Операция Мики Маус“) |
| 2016             | Под прикритие                               | 60    |             | Рибарят (в 8-и и 9-и епизод на пети сезон)        |
| 2014             | Корпус за бързо реагиране 2: Ядрена заплаха |       |             | Продавач на вестници                              |
| 2013             | Столичани в повече                          | 170   |             | Адвокат                                           |
| 2012             | Отплата                                     | 12    |             | Евгени Семерджиев (Калата)                        |
| 2011             | Приставы                                    | 20    | Русия       | Буйнов                                            |
| 2011             | Операция „Шменти капели“                    |       |             | Тоцев                                             |
| 1999, 2000, 2010 | Клиника на третия етаж                      | 35    |             | (в 1 серия: XIII) пожарникар (в 1 серия: XXXIII)  |
| 2010             | Стъклен дом                                 | 64    |             | Терапевт (в 10-и епизод на първи сезон)           |
| 2009             | Хъшове                                      | 4     |             | Димитрото                                         |
| 2008             | Забранена любов                             | 299   |             | Владислав Бонев (от 60-ти и 61-ви епизод)         |
| 2006             | Неочакван обрат                             | 13    |             | Поетът (в 13-ти епизод)                           |
| 2004             | Кристални очи (Occhi di cristallo)          |       | Италия      | Пароди                                            |
| 2001             | Хълмът на боровинките                       |       |             |                                                   |
| 1994             | Коледни апаши (тв)                          |       |             |                                                   |

## Участия в реклами
- Рекламно лице на „Глобул“, 2005

## Роли в озвучаването
1. „Аз, проклетникът“ – Карнавалния баркър, 2010
2. „Артур и минимоите“ – Ийзилоу, 2007
3. „Братът на мечката“ – Овен 2, 2003
4. „Домът на Фостър за въображаеми приятели“ – Уилт/господин Хериман (в останалите епизоди е Стефан Стефанов), 2009
5. „Колите“ – Филмор, 2006[74]
6. „Колите 2“ – Филмор, 2011
7. „Колите 3“ – Филмор, 2017
8. „Феноменалните“ – Бърни Кроп, 2004

## Радиопиеси
1. 2016 – „Изменници в нощта“ от Петър Маринков и Виктор Пасков[75]
2. 2018 – „Звезда без име“ от Михаил Себастиан – режисьор Христо Симеонов-Риндо[76][77]

## Личен живот
Пеев е братовчед на барабаниста в рок групата „Спринт“ – Пейо Пеев и чичо на неговата дъщеря – актрисата Рая Пеева. Също така е женен за актрисата и режисьор в Санкт Петербург – Ирина Полянская, с която има една дъщеря – Лияна.
Около 2022 г. Пламен Пеев емигрира в Санкт Петербург, Русия, за да бъде със съпругата си и дъщеря си.